# Route 231 (Québec)
Pour les articles homonymes, voir Route 231.
La route 231 (R-231) est une route régionale québécoise d'orientation nord / sud située sur la rive sud du fleuve Saint-Laurent. Elle dessert la région administrative de la Montérégie.

## Tracé
La route 231 débute à Rougemont, sur la route 112. Elle se termine dans le centre-ville de Saint-Hyacinthe sur la route 235, à 1 km au sud de la route 116. Sur ses cinq derniers kilomètres, elle longe la rive ouest de la rivière Yamaska.

## Localités traversées (du sud au nord)
Liste des municipalités dont le territoire est traversé par la route 231, regroupées par municipalité régionale de comté.

### Montérégie
Rouville
- Rougemont

Les Maskoutains
- Saint-Damase
- Saint-Hyacinthe

## Intersections majeures
| MRC             | Municipalité    | km    | Destinations                            | Notes                     |
| --------------- | --------------- | ----- | --------------------------------------- | ------------------------- |
| Rouville        | Rougemont       | 0,00  | R-112 – Saint-Césaire, Granby, Montréal |                           |
| Les Maskoutains | Saint-Hyacinthe | 17,30 | R-233 sud – Saint-Césaire               | Terminus nord de la R-233 |
| Les Maskoutains | Saint-Hyacinthe | 22,30 | R-235 – Saint-Pie                       |                           |
|                 |                 |       |                                         |                           |